# 카나수비기
카나수비기(Kanasubigi)는 불가르인의 초기 군주 칭호다. 불가르인들의 군주들은 칸을 왕호로 사용했을 것으로 추측되나, 발견되는 금석문에서는 "카나수비기"라는 표현만 사용된다. 앞부분 "카나-"는 "칸"을 의미하는 것이라고 생각되지만, 뒷부분 "-수비기"가 무슨 뜻인지는 의견이 분분하다. 

## 같이 보기
- 카간